# Štěchov
Štěchov település Csehországban, a Blanskói járásban. Štěchov Žerůtky, Lysice, Lhota u Lysic és Kunčina Ves településekkel határos. Lakosainak száma 197 fő (2024. január 1.).

## Népesség
A település lakosságának változását az alábbi diagram mutatja:
| Lakosok száma | 316  | 309  | 312  | 254  | 196  | 169  | 178  | 174  | 186  | 197  |
|               | 1869 | 1890 | 1921 | 1950 | 1980 | 2001 | 2017 | 2019 | 2022 | 2024 |